# クカモンガ・バレー
クカモンガ・バレー（英: Cucamonga Valley）は、アメリカ合衆国カリフォルニア州のロサンゼルスと、サンバーナーディーノ郡、リバーサイド郡にあるサンバーナーディーノ都市圏との間にある地域である。ポモナ・バレーの東にあり、アメリカぶどう生産地域に指定されたクカモンガ・バレーAVAがあることで主要なワイン生産地となっている。クカモンガ・バレーはインランド・エンパイアに属している。

## 人口動態
クカモンガ・バレーの人口動態は近年変化を見せている。かつてはヨーロッパ系のアメリカ人の比率が高かったが近年は減少傾向にあり、代わってヒスパニックやアフリカ系アメリカ人の比率が高まっている。南カリフォルニアの他地域とは異なり、アジア系アメリカ人の比率はまだそれほど高くないが、着実に増加しつつある。ランチョクカモンガ市では住民の10％以上をアジア系アメリカ人が占めており、クカモンガ・バレーの都市では最も高い。

## 交通

### 公共交通
- サンバーナーディーノ郡の公共交通機関
- 南カリフォルニアの公共交通機関

メトロリンクのサンバーナーディーノ線とリバーサイド線がクカモンガ・バレーを通っている。両線は東側終着駅の名前を採って名付けられており、西側の終着駅はどちらもロサンゼルスのユニオン駅になっている。

### 高規格道路
クカモンガ・バレーを東西方向に走る高速道路としては北からカリフォルニア州道210号線、州間高速道路10号線、およびカリフォルニア州道60号線となっている。南北方向に走る高速道路は州間高速道路15号線だけである。
歴史あるアメリカ国道66号線は現在フットヒル・ブールバードとして東西方向に走っている。その他主要な平面道路としては、東西方向のベースライン道路、アロールート、4番通り/サンバーナーディーノ・アベニュー、バレー・ブールバード、南北方向にはアーチボルド・アベニュー、シエラ・アベニュー、リバーサイド・アベニューがある。

## 都市
- コロナ
- フォンタナ
- ノルコ
- オンタリオ
- ペドリー
- ランチョクカモンガ
- リアルト